# Mausoleum von Pozo Moro

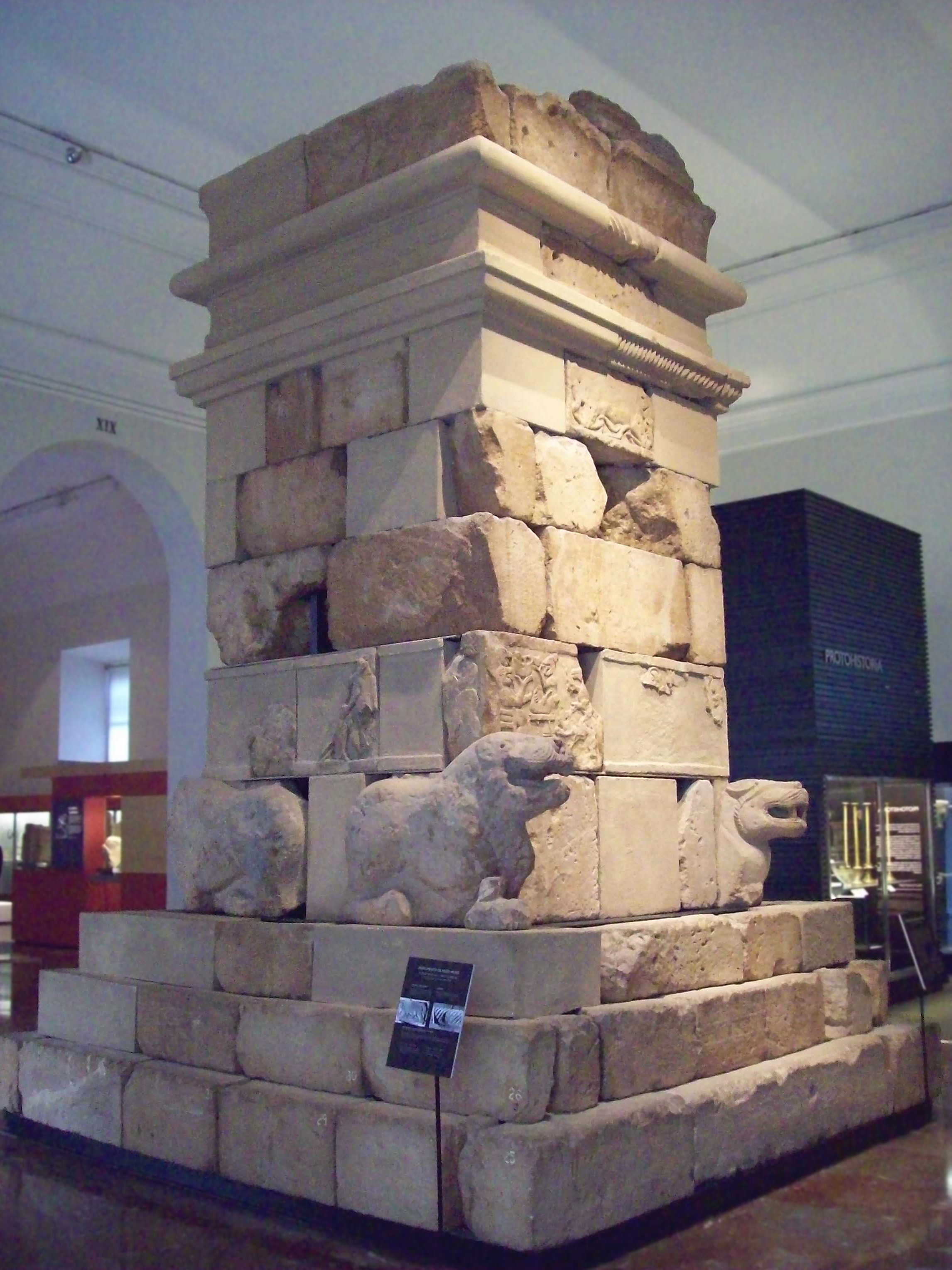
Das Mausoleum von Pozo Moro im Museo Arqueológico Nacional de España in Madrid

Das Mausoleum von Pozo Moro ist ein Mausoleum der Iberer aus dem Ende des 6. Jahrhunderts v. Chr., das 1970 bei Ausgrabungen in der Provinz Albacete entdeckt wurde.

## Lage
Pozo Moro, auf dem Gebiet der spanischen Gemeinde Chinchilla de Monte-Aragón, liegt etwa 840 Meter hoch und 125 Kilometer entfernt von der Mittelmeerküste an der Kreuzung wichtiger Straßen der Antike. Hier kreuzte die Straße von Carthago Nova (Cartagena) nach Complutum (Alcalá de Henares), die die zentrale Meseta verband, mit der Via Heraclea (auch Via Augusta genannt), die von Gades (Cádiz) aus dem Guadalquivir folgte und entlang der Levante führte.

## Beschreibung
Das heute im Museo Arqueológico Nacional de España in Madrid aufgebaute Mausoleum wurde bei Ausgrabungen einer iberischen Nekropole über ein Areal von 12 × 12 Metern verstreut gefunden. Das Mausoleum, das sich ein iberischer König um 500 v. Chr. hatte errichten lassen, ist das älteste aller bisher bekannten iberischen Grabmonumente. Die Sturzlage der Quadersteine ermöglichte eine genaue Rekonstruktion der Anlage, die ungefähr 10 Meter hoch gewesen sein muss und auf einem aus drei Stufen bestehenden Sockel von 3,65 Meter Seitenlänge stand. Vier steinerne Löwen zieren an den Ecken das Mausoleum, dessen Wände mit Reliefs geschmückt sind. Auf den Reliefs finden sich verschiedene Götterdarstellungen. „In der Tat sind die Löwen und die mythologischen Reliefs der Friese syrisch-hethitischen Ursprungs und das anschauliche Beispiel für die orientalisierende Phase der iberischen Kunst, bevor sich griechisch-orientalische Einflüsse gegen Ende des 6. Jahrhunderts v. Chr. durchsetzten.“

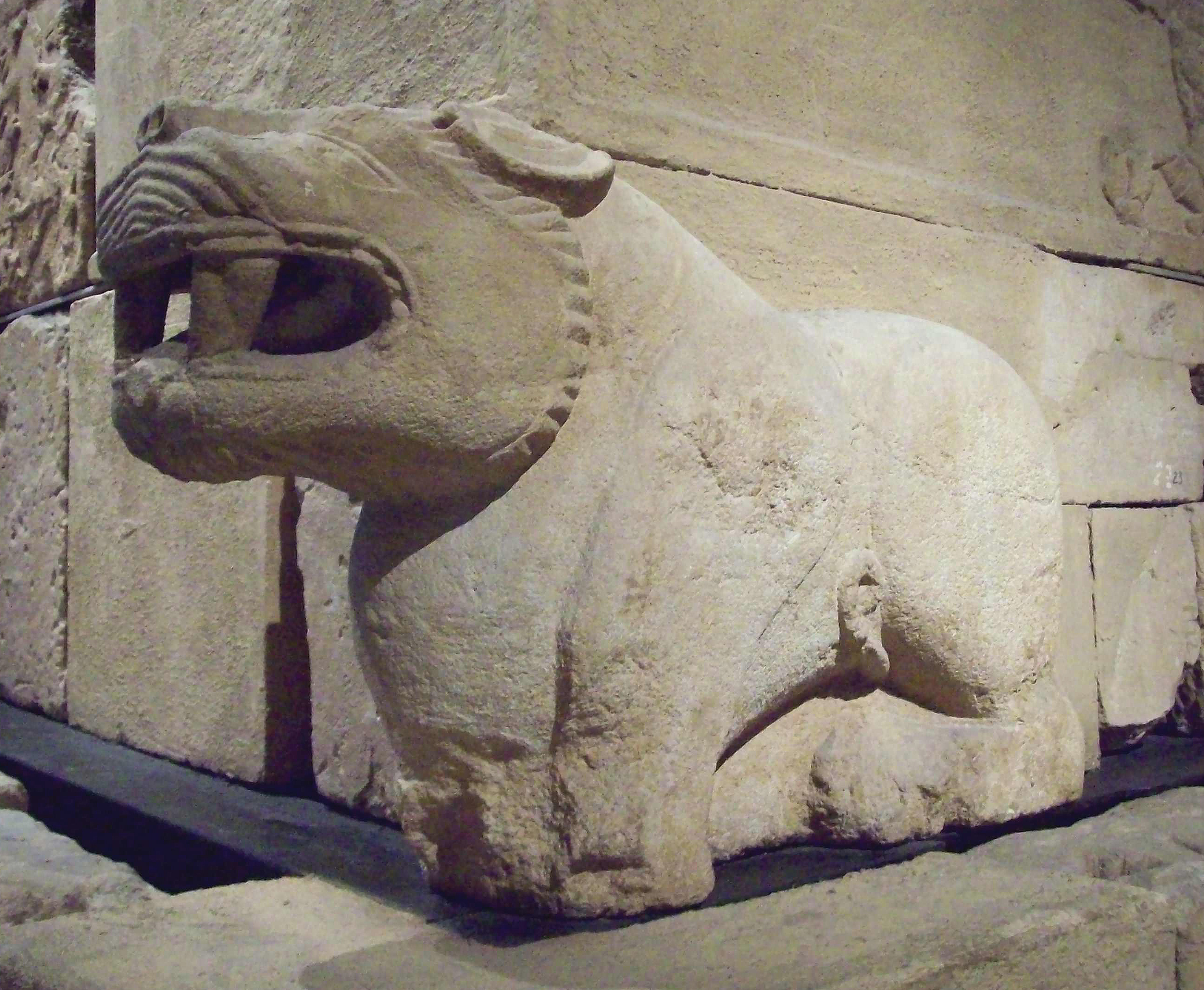
Löwe
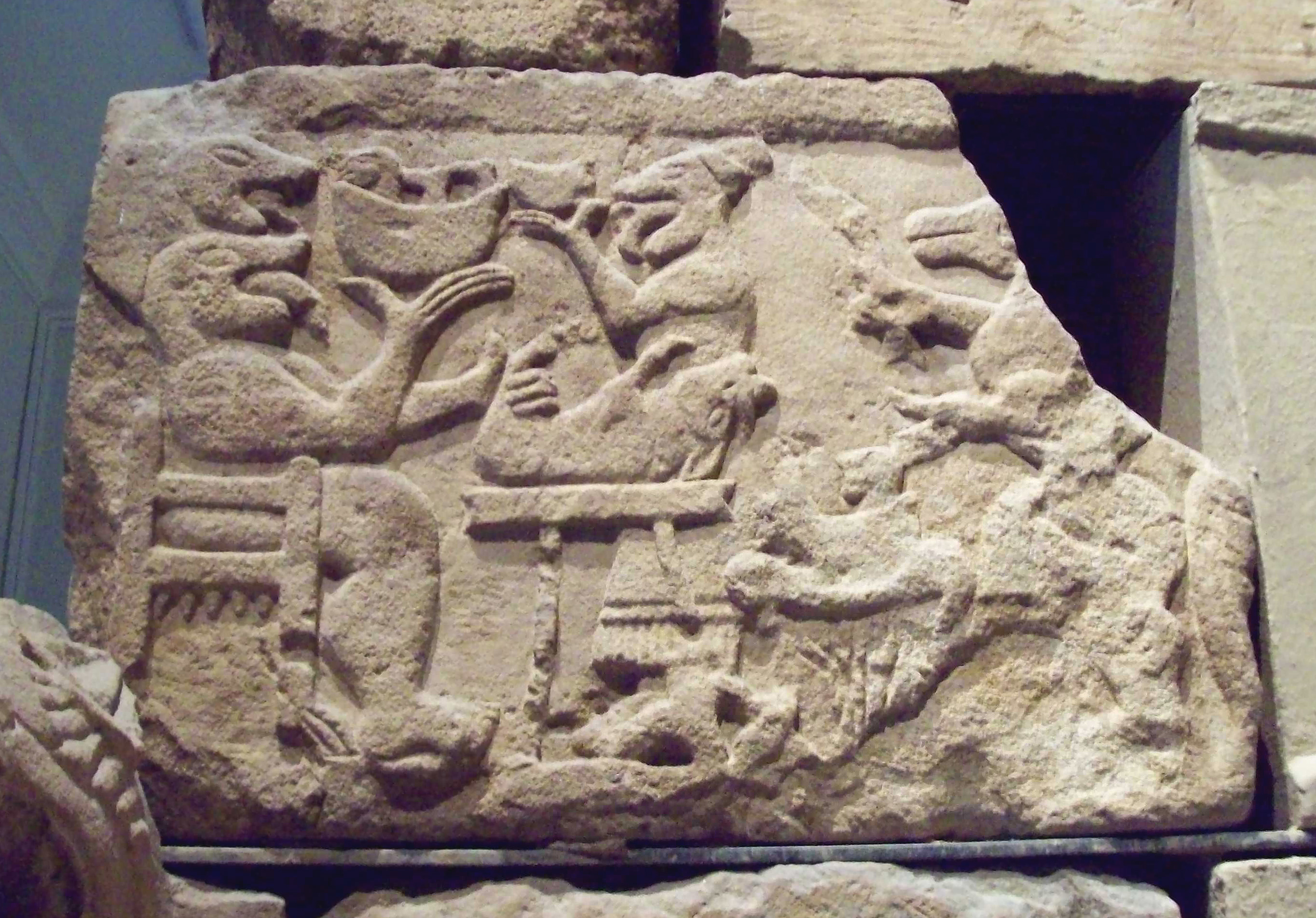
Relief